# Rio Nakunta
Nakunta é um rio que atravessa o território de Honduras, na América Central.